# Daniel Salamanca Urey

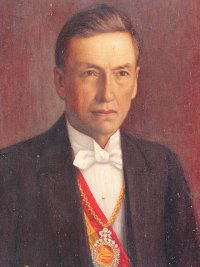
Daniel Salamanca Urey

Daniel Salamanca Urey (* 8. Juli 1869 in Cochabamba; † 17. Juli 1935 ebenda) war der 42. Präsident Boliviens ab dem 5. März 1931, bis er durch einen Staatsstreich am 27. November 1934 (während des Chacokriegs) abgesetzt wurde.

## Politische Karriere
Daniel Salamanca Urey studierte Jura und wurde 1899 mit 30 Jahren für die Liberale Partei in die Abgeordnetenkammer Boliviens gewählt. Zwei Jahre später ernannte Präsident José Manuel Pando ihn zum Finanzminister. Schließlich verließ Urey die Liberale Partei und half die neue Republikanische Partei zu gründen. Er scheiterte 1917 bei dem Versuch Vizepräsident zu werden. Auch in dieser Partei hielt es Urey nicht lange und er war wiederum Mitbegründer der „echten republikanischen Partei“ (Partido Republicano Genuino). 1925 versuchte Urey Präsident zu werden, unterlag in der Wahl jedoch Hernando Siles Reyes.
Getroffen durch seine Niederlage, zog sich Daniel Salamanca Urey aus der Politik zurück und unterrichtete Jura. Nach dem Sturz Siles durch das Militär (vor allem ein Resultat der großen Depression), trat Urey ein zweites Mal an und wurde 1931 Präsident einer Liberal-Republikanischen Koalition.

## Sturz
Am 27. September 1934 setzten die bolivianischen Generäle ihn ab, während er das Hauptquartier des Militärs in Villamontes besuchte. Die Verschwörer (unter anderem Major Busch) entschieden, den fügsameren Vizepräsidenten José Luis Tejada Sorzano einzusetzen, um den demokratischen Anschein zu wahren. Salamanca zog sich nach Cochabamba zurück, wo er kurze Zeit später verstarb.